# Rhynchina ferreipars
Rhynchina ferreipars är en fjärilsart som beskrevs av George Francis Hampson 1907. Rhynchina ferreipars ingår i släktet Rhynchina och familjen nattflyn. Inga underarter finns listade.